# Partei der Bewegung Großes Indonesien
Die Partei der Bewegung Großes Indonesien (indonesisch Partai Gerakan Indonesia Raya, Gerindra) ist eine politische Partei in Indonesien, die 2008 auf Initiative des pensionierten Generals Prabowo Subianto gegründet wurde. Sie bekennt sich zu der Staatsideologie Pancasila, hat ein stark nationalistisches und populistisches Profil und präsentiert sich als Vertreterin der „kleinen Leute“. Die Partei hat nach eigenen Angaben eine Mitgliederzahl von nahezu 15 Millionen, wobei die Basis der Partei in Java, Sumatra, Kalimantan und Sulawesi liegt. Die Idee für den Parteinamen kam vom jüngeren Bruder des Parteigründers und Präsidentschaftskandidaten Prabowo, Hashim Djojohadikusomo, der beim Wahlkampf der Gerinda half.
Der Vorsitzende der am 6. Februar 2008 gegründeten Partei ist Suhardi, der Generalsekretär Ahmad Muzani. Faktisch wird sie jedoch als Partei Prabowos wahrgenommen. Das Hauptquartier der Partei ist Jakarta. Bei der Parlamentswahl im Mai 2014 kam Gerindra mit 11,8 % der Stimmen auf den dritten Platz und gewann 73 der 560 Sitze im Repräsentantenhaus. Bei der Präsidentschaftswahl im Juli desselben Jahres unterlag der Gerindra-Kandidat Prabowo mit 46,9 % der Stimmen Joko Widodo von der PDI-P.